# Xã Webster, Quận Wayne, Indiana
Xã Webster (tiếng Anh: Webster Township) là một xã thuộc quận Wayne, tiểu bang Indiana, Hoa Kỳ. Năm 2010, dân số của xã này là 1.272 người.